# Kalwaria (gmina w guberni suwalskiej)
Kalwaria – dawna gmina wiejska istniejąca na przełomie XIX i XX wieku w guberni suwalskiej. Siedzibą władz gminy była Kalwaria (lit. Kalvarija), stanowiąca odrębną gminę miejską, a następnie Piskinia.
Za Królestwa Polskiego gmina Kalwaria należała do powiatu kalwaryjskiego w guberni suwalskiej.
Po odzyskaniu niepodległości przez Polskę i Litwę powiat kalwaryjski na podstawie umowy suwalskiej wszedł 10 października 1920 w skład Litwy.